# Toyota GR Yaris
Toyota GR Yaris (яп. トヨタ・GRヤリス, Hepburn: Toyota Jīāru Yarisu) — високопродуктивний повнопривідний варіант субкомпактного хетчбека Yaris серії XP210, який у сегменті зазвичай називають гарячим хетчбеком. Автомобіль виробляється компанією Toyota за підтримки підрозділу компанії Gazoo Racing (GR) і виробляється відповідно до правил омологації Чемпіонату світу з ралі (WRC).

## Опис

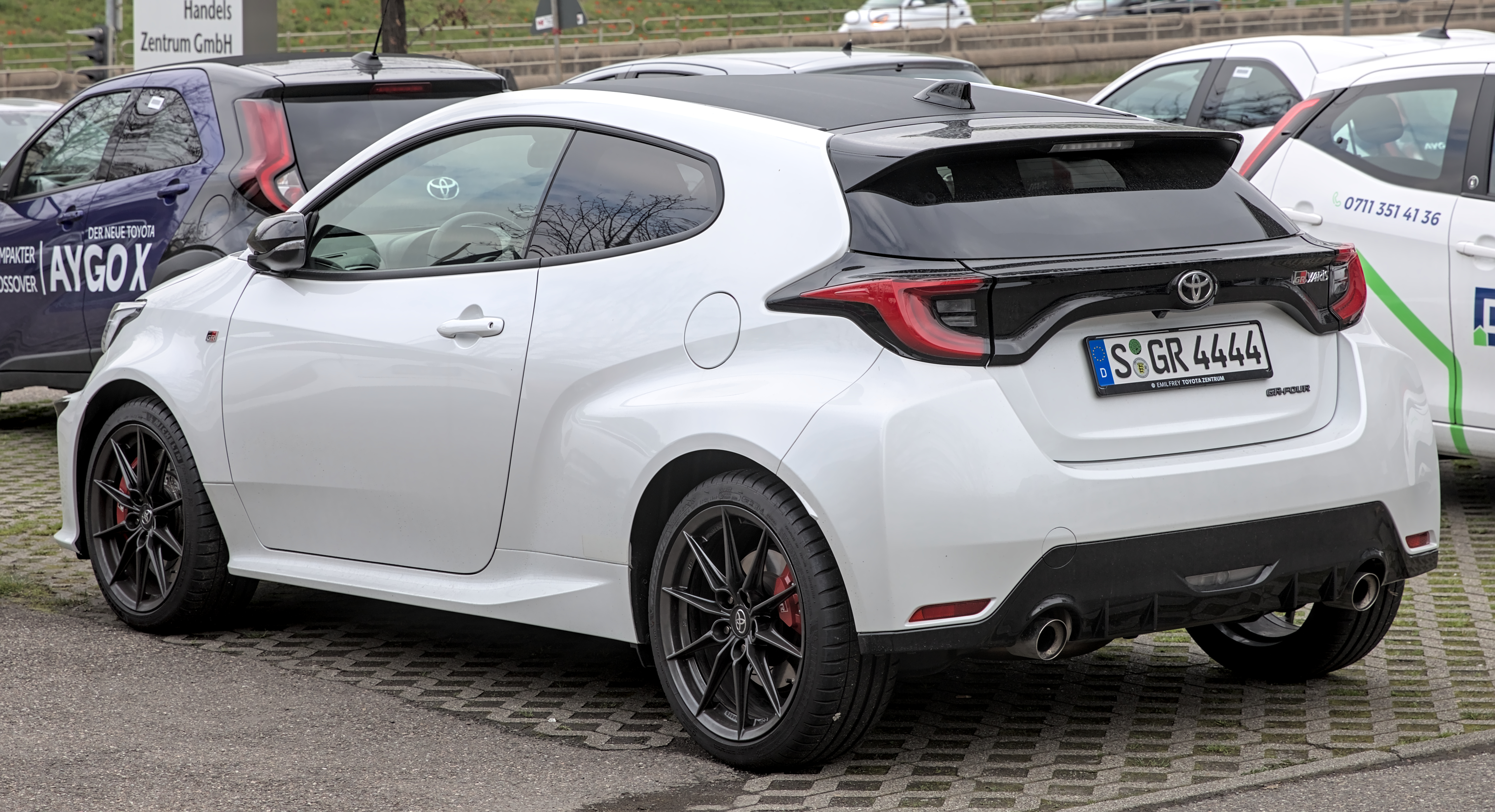
Toyota GR Yaris RZ

Коли був розроблений хетчбек Yaris XP210, Toyota вирішила пропонувати його лише в п’ятидверному кузові, оскільки популярність тридверних хетчбеків зменшувалася. Незважаючи на те, що рішення мало фінансовий сенс, воно створило проблему для команди Toyota WRC, яка вважала, що лише тридверний кузов підходить для змагань.

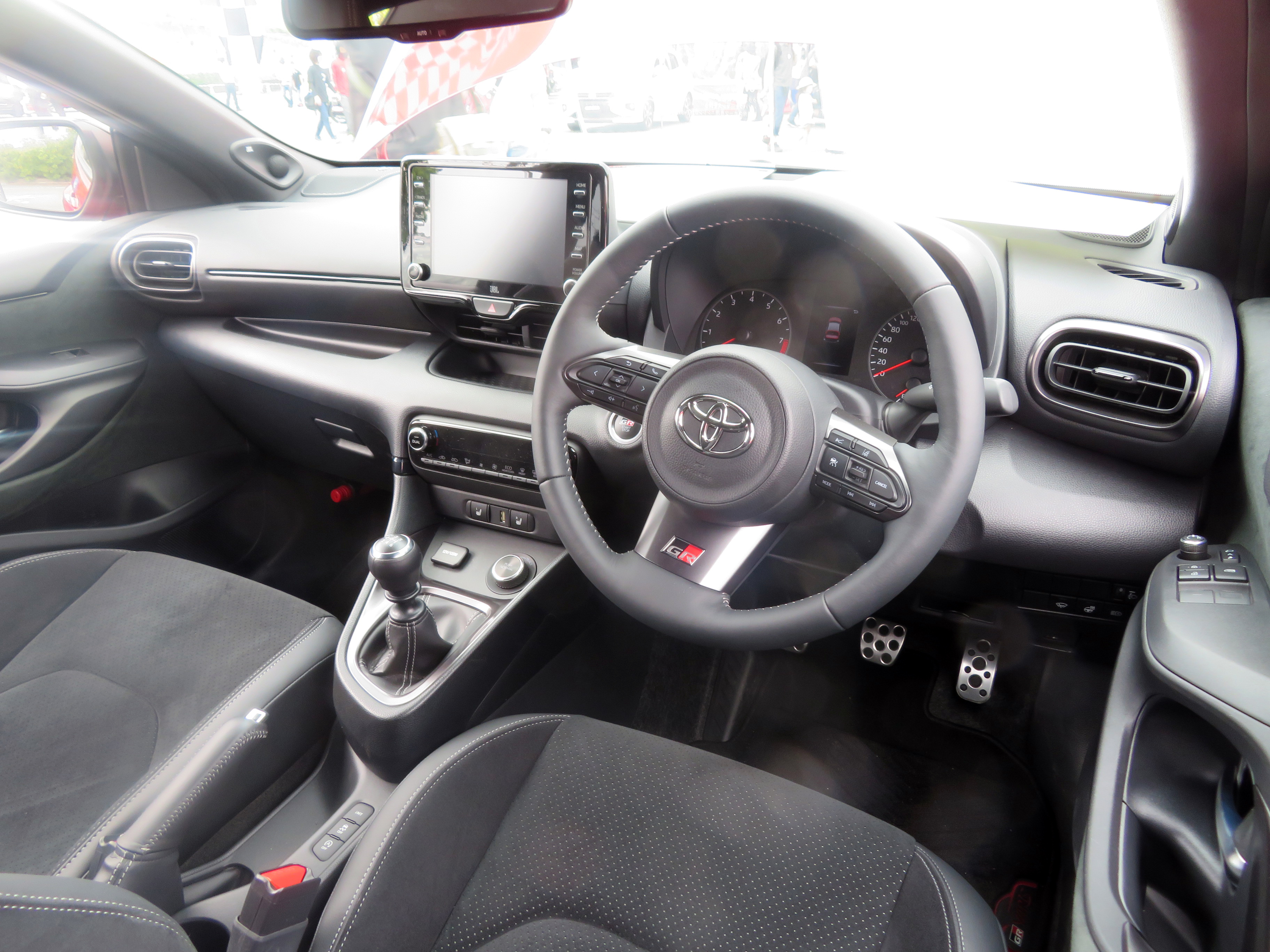

Незважаючи на витрати на розробку моделі обмеженого виробництва, генеральний директор Toyota Акіо Тойода переконаний, що для компанії важливо бути представленою на WRC, тому він дозволив розробку GR Yaris. Пізніше Тойода скаже, що бачив GR Yaris як свій проект із захопленням, що випливає з бажання автовиробника розробити та створити спортивний автомобіль виключно за власним дизайном, на відміну від GR 86 (спільно розробленого та виготовленого Subaru) або GR Supra (розроблений спільно з BMW і виготовлений Magna Steyr).

## Двигуни
- 1618 см3 G16E-GTS turbo I3 261–272 к.с. (GXPA16)
- 1490 см3 M15A-FKS I3 120 к.с. (MXPA12; RS)